# Gonoplectus malayus
Gonoplectus malayus är en mångfotingart som först beskrevs av Carl 1909.  Gonoplectus malayus ingår i släktet Gonoplectus och familjen Harpagophoridae. Utöver nominatformen finns också underarten G. m. lindbergi.